# Dance Brothers
Dance Brothers ist eine finnische Dramaserie, die am 10. Mai 2023 weltweit auf Netflix veröffentlicht wurde.

## Inhalt
Roni und Sakari kehren nach einem erfolglosen Aufenthalt in London in ihr Heimatland Finnland zurück und kämpfen darum, als Tänzer Fuß zu fassen. Um finanziell über die Runden zu kommen, eröffnen sie den Club „Laundry“, der schnell an Popularität gewinnt. Doch der Erfolg bringt auch Herausforderungen mit sich: Die Balance zwischen künstlerischer Integrität und den Anforderungen des Geschäftslebens führt zu Spannungen zwischen den Brüdern und stellt ihre Beziehung auf eine harte Probe.

## Besetzung und Synchronisation
Die deutsche Synchronisation entstand bei der FFS Film- & Fernseh-Synchron GmbH, unter der Dialogregie von Julia Haacke, sowie nach einem Dialogbuch von Matthias Müntefering und Ramona Abraham.
| Rolle        | Schauspieler     | Deutsche Sprecher   |
| ------------ | ---------------- | ------------------- |
| Sakari Luoto | Samuel Kujala    | Patrick Roche       |
| Roni Luoto   | Roderick Kabanga | Felix Mayer         |
| Angelo       | Cristal Snow     | Julian Manuel       |
| Karo Claude  | Jeanine Muyima   | Leslie-Vanessa Lill |
| Viima        | Lauri Lohi       | Sophie Rogall       |

## Produktion
Dance Brothers wurde unter der Regie von Taito Kawata gedreht und ist eine Koproduktion zwischen Netflix und Yle. Die Serie wurde in Helsinki gefilmt.